# 陳珊妮
陳珊妮（英語：Sandee Chan，1970年7月19日—），台灣創作女歌手、音樂製作人、MV導演，生於菲律賓。1994年出道至今已發行14張個人創作專輯及3張音樂組合專輯。共獲得5座金曲獎，也曾憑藉《艋舺》獲得第54屆亞太影展最佳電影音樂獎。

## 生平
陳珊妮出生於菲律賓，為第三代華僑，一半客家人血統。因父親工作關係，國小、中學時代都是在臺灣、菲律宾兩邊遷徒，在大學之前都是在菲律賓渡過較多。大學時回到台灣就讀國立政治大學新聞系。因為參加創作比賽的現場錄音而被唱片公司「友善的狗」老闆沈光遠發掘並簽約。
1994年發行首張專輯《華盛頓砍倒櫻桃樹》出道，唱片公司任由陳珊妮自由創作及打理造型，因此整張專輯的詞曲、編曲、製作，乃至於專輯內頁插畫和造型都由她本人親自完成。在當時的華語音樂曲風較公式化並遵循常見的情愛主題之下，陳珊妮的音樂風格顯得難以定義及歸類。陳珊妮也是在跑軍中、校園或綜藝節目宣傳時，少數自帶吉他而不唱卡拉亦不對嘴演出的歌手，且因外型在當時並非主流美感，而發生過被主持人刁難嘲笑、化妝師嫌她妝難化、記者不願訪問等情況。
1996年震驚社會的彭婉如命案發生時，陳珊妮當晚與其待在同一家飯店，且在差不多時間也搭上計程車，因而有感寫下歌曲《天冷怕黑》。1997年5月起，陳珊妮連續兩個月每週兩晚在女巫店現場演出，並進行實況錄音。之後這些錄音經過後製，收錄在同年9月發行的個人現場錄音專輯《當壞人還沒變壞的晚上, 在女巫店》，這也是台灣女性音樂人首次以Live專輯的形式發表10首全新原創作品。1998年參與臺灣同志諮詢熱線協會第一屆募款活動並演出。1999年憑藉為林曉培創作的歌曲〈煩〉首度提名金曲獎最佳作曲人獎，同年3月發行第四張錄音室專輯《我從來不是幽默的女生》。
2000年原東家友善的狗解散唱片部門，當時已錄製完成的個人專輯《完美的呻吟》改由魔岩唱片發行。這張發行於年底的專輯，主題關注女性情慾及個體意識。陳珊妮在這張專輯首次嘗試電子搖滾曲風，由香港電子音樂組合Minimal（李端嫻、亞里安）及台灣吉他手徐千秀負責編曲、彈奏。並首次邀請香港歌手黃耀明合唱〈電車上的情侶〉；也首次翻唱已故歌手薛岳的作品〈你在煩惱什麼呢？親愛的〉，不僅重新編曲，還收錄了詩人夏宇的口白。此專輯推出時無論在市場或是獎項上，都並沒有獲得很大的迴響，但日後卻廣為樂評高度評價，並被評為1993-2005台灣流行音樂百張最佳專輯。
2004年初，與香港錄音師李端嫺、插畫家可樂王一同組成的團體拜金小姐發行首張同名專輯《拜金小姐》。同年10月，陳珊妮發行的個人專輯《後來 我們都哭了》則為她迎來音樂生涯的首座里程碑，專輯包裝走黑暗哥德風，音樂內容時而傷痛，時而輕佻，實驗性強烈。該專輯於次年第16屆金曲獎獲得最佳國語專輯獎的肯定，陳珊妮同時憑此專輯得到最佳專輯製作人獎，成為金曲獎首位獲得該獎項的女性音樂人。2005年，拜金小姐發行第二張專輯《拜金小姐2005》，延續第一張專輯的歐陸輕電氣舞曲風格，並於隔年第17屆金曲獎獲得最佳演唱組合獎。
從2008年推出的專輯《如果有一件事是重要的》開始，陳珊妮確立了所有內容走自主企劃，唱片公司則成為代理發行的模式。此張專輯使用大量古典管弦樂、DJ dubbing和電子搖滾編曲，其中有翻唱美空雲雀演歌名曲《蘋果花》，也邀請了當時還以偶像團體S.H.E聞名、尚未單飛的Hebe田馥甄合唱了以古典音樂家蕭邦的《離別曲》為原曲創作的同名歌曲《離別曲》。陳珊妮自評「以前追求刺激唐突與眾不同，現在知道流暢舒適卻又獨特的美感才是最難做到的」。此張專輯被視為她全面步入成熟期的作品，並於次年第20屆金曲獎獲得最佳國語女歌手獎。評審說明陳珊妮將人聲樂器的表現充分融合，嗓音有個人特色，把「聲音的演員」詮釋得很好，因而在第一輪投票時勝出。
自2007年10月起至2011年5月為止，陳珊妮擔任電視台歌唱選秀節目《超級偶像》的固定評審。實話實說、一針見血是她廣為媒體報導的風格，這段評審生涯為她少數在主流媒體上曝光的時刻，大多為對抗自認大眾主流審美的眼光。此外她也於2009年特別邀請超級偶像2中風格特異的參賽者Kimmy陳怡文合唱工業金屬曲風的單曲《雙陳記》。
2008年12月24日，陳珊妮於台北國際會議中心（TICC）舉辦個人首度大型售票演唱會「視覺系樂園」，除了將整個管絃樂團搬上舞台外，並與華人藝術圈炙手可熱的視覺藝術家洪東祿、紐約、日本、韓國爭相邀請的新媒體藝術團隊─朗機工合作現場視覺藝術及數位互動藝術。
2010年製作了電影《艋舺》的原聲帶，並獲得第54屆亞太影展最佳電影音樂獎。
2011年推出專輯《I Love You, John》，曲風以靈活奔放的輕電音為主。專輯同名主打曲《I Love You, John》以網路流行用語為主題，為她首次以網路世代為題創作；同年11月與音樂製作人陳建騏一同組成團體《19》並發行同名專輯《19》。2013年專輯《低調人生》大量以沉重的社會議題為主題，從家暴、霸凌、反核、BL腐女為題創作，並與張懸共同創作單曲《Dear you and the boy》做為專輯預購贈品。《低調人生》、《啟示路》則為自己首次執導MV，之後的專輯都有自己執導MV。2015年專輯《如同悲傷被下載了兩次》則一反全詞曲都由自己創作的常態，找了不同領域的作家、藝術家、電影導演、專欄創作者、畫家寫詞，並與林宥嘉合作同名單曲《如同悲傷被下載了兩次》做為專輯預購贈品。
以2015年討論社群時代降臨與類比世代消失的單曲《如同悲傷被下載了兩次》作為分界，2017年專輯《戰神卡爾迪亞》則從多個面向，以受社群及科技影響的人類社會為主題創作--如社群酸民帶風向文化的《戰神卡爾迪亞》，網路時代距離又近又遠的《獨處》、《靜電》、《虛晃》，獨善其身缺乏行動力的文藝青年呢喃《他是末日預言中的宇宙碎片》、《這也是沒有辦法的事》、《那不是我唯一能做的》，以網路編碼暗指政治審查的寓言式作品《口口口口口/亂碼》等。同年獲邀擔任第19屆台北電影節城市遊牧影展競賽類評審。
2018年擔任第9屆金音獎評審團主席。同年擔任第55屆金馬獎的複選及決選評審。
2019年擔任第30屆金曲獎評審團主席。同年9月推出專輯《Juvenile A》，名稱取材自日本漫畫家大友克洋80年代的科幻經典作品《阿基拉》中，人類集結當代最重要學者前往被破壞的新東京探勘的小隊「Juvenile A」為名。以2019的人類如何看待1984年的文明為時間尺度，預想未來2054年的考古學家如何看待2019的文明。有關注社群炫耀和修圖app表現身體焦慮的作品《恐怖谷》，無腦跟風的網路僵屍《你要去哪裡》，與琵琶音樂家鐘玉鳳合作探討綠茶婊的《玉女穿梭》，以乔治·奥威尔小說《1984》為文本，探討社會監控及媒體形塑的《構圖》、《35》，網路上發表言論卻不負責任的巨嬰和平庸之惡的《惡童》、《漢娜怎麼說》。樂評馬世芳曾評論為「有教養的流行音樂」及「或許，我們的時代終於慢慢追趕上陳珊妮了」。陳珊妮憑此專輯於隔年第31屆金曲獎提名5項獎項，最終奪下最佳專輯製作人獎，這是她第2次獲得該獎項，也是相隔11年後再次拿下金曲獎。
2021年與鄭先喻、談宗藩合作《證件照拍攝指南》並入圍台新藝術獎。

## 音樂作品
- 華盛頓砍倒櫻桃樹（1994年）
- 乘噴射機離去（1995年）
- 四季末的唱遊（1996年）
- 當壞人還沒變壞的晚上, 在女巫店（1997年）
- 我從來不是幽默的女生（1999年）
- 完美的呻吟（2000年）
- 後來 我們都哭了（2004年）
- 如果有一件事是重要的（2008年）
- I Love You, John（2011年）
- 低調人生（2013年）
- 如同悲傷被下載了兩次（2015年）
- 戰神卡爾迪亞（2017年）
- Juvenile A（2019年）
- 調教（2022年）

## 書籍作品
- 《還好 陳珊妮的書》，散文隨筆，1999年商業周刊出版，城邦文化發行。
- 《Gloomy Sunday Rosy》，畫冊，2006年6月出版。

## MV執導
| 發表年份 | 歌曲                 | 歌手   | 備註                     |
| -------- | -------------------- | ------ | ------------------------ |
| 2008     | 離別曲               | 陳珊妮 | 與余靜萍共同執導         |
| 2013     | 低調人生             | 陳珊妮 |                          |
| 2013     | 啟示路               | 陳珊妮 |                          |
| 2014     | 好朋友               | 劉容嘉 |                          |
| 2014     | 閉上雙眼的時候       | 劉容嘉 |                          |
| 2015     | 那日下午             | 陳珊妮 |                          |
| 2015     | 我不是在悲傷的想念你 | 陳珊妮 |                          |
| 2017     | 戰神卡爾迪亞         | 陳珊妮 |                          |
| 2017     | 不要不要             | 陳珊妮 |                          |
| 2019     | 恐怖谷               | 陳珊妮 |                          |
| 2019     | 成為一個厲害的普通人 | 陳珊妮 |                          |
| 2019     | 玉女穿梭             | 陳珊妮 | 與談宗藩共同執導         |
| 2020     | 一點點               | 吳青峰 |                          |
| 2020     | 迷幻                 | 吳青峰 |                          |
| 2021     | Bluebirds            | 蔡健雅 |                          |
| 2022     | 痛癮                 | 陳珊妮 | 與登曼波共同執導         |
| 2022     | 捆縛                 | 陳珊妮 | 與登曼波共同執導         |
| 2022     | 他說                 | 陳珊妮 | 與談宗藩共同執導         |
| 2022     | 訪客                 | 陳珊妮 | 與談宗藩、林悅恩共同執導 |
| 2022     | 確幸                 | 陳珊妮 | 與談宗藩共同執導         |
| 2022     | Everything Is Wrong  | 炎亞綸 |                          |
| 2023     | 教我如何做你的愛人   | 陳珊妮 | 與談宗藩共同執導         |
| 2023     | 活著沒什麼大不了     | 劉家凱 | 與談宗藩共同執導         |

## 演唱會
| 日期           | 名稱                                      | 地區     | 城市 | 地點                                  | 備註                                |
| -------------- | ----------------------------------------- | -------- | ---- | ------------------------------------- | ----------------------------------- |
| 2004年10月21日 | 美中毒極限定演唱會                        | 臺灣     | 台北 | 紅樓劇場                              |                                     |
| 2004年10月22日 | 美中毒極限定演唱會                        | 臺灣     | 台北 | 紅樓劇場                              |                                     |
| 2005年8月6日   | 美中毒混音場                              | 臺灣     | 台北 | 河岸留言                              |                                     |
| 2005年8月13日  | 美中毒混音場                              | 臺灣     | 台中 | Amanking                              |                                     |
| 2005年8月20日  | 美中毒混音場                              | 臺灣     | 高雄 | ATT                                   |                                     |
| 2005年9月3日   | 美中毒混音場                              | 臺灣     | 台北 | The WALL Livehouse                    |                                     |
| 2007年7月19日  | Felichan Naskightagon 會員限定 生日趴     | 臺灣     | 台北 | 河岸留言                              |                                     |
| 2007年12月27日 | 公主夜未眠演唱會                          | 臺灣     | 台北 | 河岸留言                              |                                     |
| 2008年12月24日 | 視覺系樂園                                | 臺灣     | 台北 | 台北國際會議中心                      | 首次個人大型售票演唱會              |
| 2009年2月7日   | 如果有一件事是重要的 - 陳珊妮迷你群演唱會 | 臺灣     | 台北 | The WALL Livehouse                    |                                     |
| 2009年5月6日   | 如果有一件事是重要的 音乐会               | 中国大陆 | 北京 | 糖果星光现场                          | 首次中国内地个人专场音乐会          |
| 2009年5月17日  | 浪很大演唱會                              | 臺灣     | 台北 | 西門大河岸                            |                                     |
| 2010年4月17日  | 春神來了演唱會                            | 臺灣     | 台北 | Legacy Taipei                         |                                     |
| 2011年1月7日   | 所有我所愛的都在我左右                    | 臺灣     | 台北 | 公館河岸留言                          |                                     |
| 2011年1月8日   | 所有我所愛的都在我左右                    | 臺灣     | 台北 | 公館河岸留言                          |                                     |
| 2011年6月24日  | "OK OK"演唱會                             | 臺灣     | 台北 | Legacy Taipei                         |                                     |
| 2011年11月12日 | I Love You, John 音乐会                   | 中国大陆 | 上海 | 梅赛德斯-奔驰文化中心 The Mixing Room |                                     |
| 2011年11月13日 | I Love You, John 音乐会                   | 中国大陆 | 北京 | 糖果星光现场                          |                                     |
| 2012年7月13日  | 2012生日趴                                | 臺灣     | 台北 | Legacy Taipei                         |                                     |
| 2013年7月19日  | 2013生日趴                                | 臺灣     | 台北 | Legacy Taipei                         |                                     |
| 2013年10月19日 | LeTV乐视 “她们"音乐会 - 陈珊妮专场        | 中国大陆 | 北京 | 我们 艺术家基地                       |                                     |
| 2013年11月10日 | Moov Live 音樂美學線上深唱會              | 香港     | 香港 | Music Zone@E-Max                      |                                     |
| 2013年11月16日 | 陈珊妮 2013 作品演唱会                    | 中国大陆 | 上海 | 浅水湾艺术中心                        |                                     |
| 2015年9月27日  | 如同悲傷被下載了兩次 巡迴演唱會           | 臺灣     | 台北 | Legacy Taipei                         |                                     |
| 2015年10月9日  | 如同悲傷被下載了兩次 巡迴演唱會           | 中国大陆 | 北京 | 五棵松汇源空间                        |                                     |
| 2015年10月11日 | 如同悲傷被下載了兩次 巡迴演唱會           | 中国大陆 | 上海 | 东方艺术中心-音乐厅                   |                                     |
| 2015年10月17日 | 如同悲傷被下載了兩次 巡迴演唱會           | 中国大陆 | 广州 | 友谊剧院                              |                                     |
| 2017年10月7日  | "6502" 巡迴演唱會                         | 臺灣     | 台北 | Legacy Taipei                         |                                     |
| 2017年10月21日 | "6502" 巡迴演唱會                         | 臺灣     | 台中 | Legacy Taichung                       |                                     |
| 2017年11月17日 | "6502" 巡迴演唱會                         | 中国大陆 | 北京 | 愚公移山                              |                                     |
| 2017年12月2日  | "6502" 巡迴演唱會                         | 中国大陆 | 广州 | 中央车站                              |                                     |
| 2017年12月8日  | "6502" 巡迴演唱會                         | 中国大陆 | 上海 | ModernSkyLAB                          |                                     |
| 2019年10月12日 | "404 (NOT FOUND)"巡迴演唱會               | 臺灣     | 台北 | Legacy Taipei                         |                                     |
| 2019年11月2日  | "404 (NOT FOUND)"巡迴演唱會               | 中国大陆 | 广州 | 中央车站                              | 中国内地场次更名为"少年A"巡回演唱会 |
| 2019年11月3日  | "404 (NOT FOUND)"巡迴演唱會               | 中国大陆 | 深圳 | B10现场                               | 中国内地场次更名为"少年A"巡回演唱会 |
| 2019年11月22日 | "404 (NOT FOUND)"巡迴演唱會               | 中国大陆 | 北京 | 疆进酒                                | 中国内地场次更名为"少年A"巡回演唱会 |
| 2019年11月24日 | "404 (NOT FOUND)"巡迴演唱會               | 中国大陆 | 上海 | Modern Sky Lab                        | 中国内地场次更名为"少年A"巡回演唱会 |
| 2020年2月1日   | "404 (NOT FOUND)"巡迴演唱會               | 臺灣     | 台北 | Legacy Taipei                         | 重擊加演場                          |
| 2020年7月17日  | "趁記憶消失之前"演唱會                    | 臺灣     | 高雄 | 衛武營國家藝術文化中心                |                                     |
| 2020年8月29日  | "趁記憶消失之前"演唱會                    | 臺灣     | 台北 | Legacy Taipei                         |                                     |
| 2020年9月4日   | "趁記憶消失之前"演唱會                    | 臺灣     | 台北 | Legacy Taipei                         | 加演場                              |
| 2022年7月3日   | 【調教x教條】演唱會                       | 臺灣     | 台北 | 臺北流行音樂中心                      |                                     |
| 2022年9月17日  | 【調教x教條】演唱會                       | 臺灣     | 高雄 | 高雄流行音樂中心                      |                                     |
| 2023年6月2日   | 告別小河岸                                | 臺灣     | 台北 | 公館河岸留言                          |                                     |
| 2023年6月3日   | 告別小河岸                                | 臺灣     | 台北 | 公館河岸留言                          |                                     |
| 2024年1月27日  | 消災、除厄 演唱會                         | 臺灣     | 台北 | Legacy Taipei                         |                                     |
| 2024年1月28日  | 消災、除厄 演唱會                         | 臺灣     | 台中 | Legacy Taichung                       |                                     |

## 獎項

### 音樂獎項
| 年份 | 屆次                     | 專輯                     | 獎項                     | 入圍                               | 結果 |
| ---- | ------------------------ | ------------------------ | ------------------------ | ---------------------------------- | ---- |
| 1999 | 第10屆金曲獎             | 《SHINO林曉培》          | 最佳作曲人獎             | 〈煩〉                             | 提名 |
| 2000 | 第3屆中華音樂人交流協會  | 《我從來不是幽默的女生》 | 年度十大專輯             | 《我從來不是幽默的女生》           | 獲獎 |
| 2000 | 第3屆中華音樂人交流協會  | 《我從來不是幽默的女生》 | 年度十大單曲             | 〈來不及〉                         | 獲獎 |
| 2002 | 第13屆金曲獎             | 《原來…林憶蓮》          | 最佳作曲人獎             | 〈明明〉                           | 提名 |
| 2003 | 第3屆華語音樂傳媒大獎    | 《芸開了》               | 最佳製作人               | 《芸開了》                         | 獲獎 |
| 2005 | 第8屆中華音樂人交流協會  | 《後來，我們都哭了》     | 年度十大專輯             | 《後來，我們都哭了》               | 獲獎 |
| 2005 | 第8屆中華音樂人交流協會  | 《拜金小姐》             | 年度十大專輯             | 《拜金小姐》                       | 獲獎 |
| 2005 | 第8屆中華音樂人交流協會  | 《拜金小姐》             | 年度十大單曲             | 〈小鳥探戈〉                       | 獲獎 |
| 2005 | 第16屆金曲獎             | 《後來，我們都哭了》     | 最佳國語專輯獎           | 《後來，我們都哭了》               | 獲獎 |
| 2005 | 第16屆金曲獎             | 《後來，我們都哭了》     | 最佳專輯製作人獎         | 《後來，我們都哭了》               | 獲獎 |
| 2005 | 第16屆金曲獎             | 《後來，我們都哭了》     | 最佳國語女演唱人獎       | 《後來，我們都哭了》               | 提名 |
| 2005 | 第5屆華語音樂傳媒大獎    | 《後來，我們都哭了》     | 最佳國語女歌手           | 《後來，我們都哭了》               | 獲獎 |
| 2005 | 第5屆華語音樂傳媒大獎    | 《拜金小姐》             | 最佳樂隊                 | 《拜金小姐》                       | 獲獎 |
| 2006 | 第9屆中華音樂人交流協會  | 《拜金小姐2005》         | 年度十大專輯             | 《拜金小姐2005》                   | 獲獎 |
| 2006 | 第17屆金曲獎             | 《拜金小姐2005》         | 最佳演唱組合獎           | 《拜金小姐2005》                   | 獲獎 |
| 2009 | 第12屆中華音樂人交流協會 | 《如果有一件事是重要的》 | 年度十大專輯             | 《如果有一件事是重要的》           | 獲獎 |
| 2009 | 第20屆金曲獎             | 《如果有一件事是重要的》 | 最佳國語專輯獎           | 《如果有一件事是重要的》           | 提名 |
| 2009 | 第20屆金曲獎             | 《如果有一件事是重要的》 | 最佳專輯製作人獎         | 《如果有一件事是重要的》           | 提名 |
| 2009 | 第20屆金曲獎             | 《如果有一件事是重要的》 | 最佳國語女歌手獎         | 《如果有一件事是重要的》           | 獲獎 |
| 2009 | 第9屆華語音樂傳媒大獎    | 《如果有一件事是重要的》 | 最佳國語女歌手獎         | 《如果有一件事是重要的》           | 獲獎 |
| 2009 | 第13屆中華音樂人交流協會 | 《雙陳記》               | 年度十大單曲             | 〈雙陳記〉                         | 獲獎 |
| 2010 | 第21屆金曲獎             | 《雙陳記》               | 最佳單曲製作人獎         | 〈雙陳記〉                         | 提名 |
| 2010 | 第10屆華語音樂傳媒大獎   | N/A                      | 世紀十年卓越女歌手獎     | 陳珊妮                             | 獲獎 |
| 2012 | 第15屆中華音樂人交流協會 | 《I Love You, John》     | 年度十大專輯             | 《I Love You, John》               | 獲獎 |
| 2012 | 第15屆中華音樂人交流協會 | 《I Love You, John》     | 年度十大單曲             | 〈I Love You, John〉               | 獲獎 |
| 2016 | 第27屆金曲獎             | 《如同悲傷被下載了兩次》 | 最佳音樂錄影帶獎         | 談宗藩〈如同悲傷被下載了兩次〉     | 獲獎 |
| 2017 | 第28屆金曲獎             | 《日常》                 | 最佳單曲製作人獎         | 〈人間煙火〉                       | 提名 |
| 2018 | 第21屆中華音樂人交流協會 | 《戰神卡爾迪亞》         | 年度十大專輯             | 《戰神卡爾迪亞》                   | 獲獎 |
| 2018 | 第21屆中華音樂人交流協會 | 《戰神卡爾迪亞》         | 年度十大單曲             | 〈不要不要〉                       | 獲獎 |
| 2018 | 第29屆金曲獎             | 《戰神卡爾迪亞》         | 最佳音樂錄影帶獎         | 談宗藩〈他是末日預言中的宇宙碎片〉 | 提名 |
| 2018 | 第29屆金曲獎             | 《戰神卡爾迪亞》         | 最佳作曲人獎             | 陳珊妮、魏如萱〈不要不要〉         | 提名 |
| 2019 | 第30屆金曲獎             | 《自己的房間》           | 最佳單曲製作人獎         | 〈自己的房間〉                     | 提名 |
| 2020 | 第23屆中華音樂人交流協會 | 《Juvenile A》           | 年度十大專輯             | 《Juvenile A》                     | 獲獎 |
| 2020 | 第23屆中華音樂人交流協會 | 《Juvenile A》           | 年度十大單曲             | 〈成為一個厲害的普通人〉           | 獲獎 |
| 2020 | 第31屆金曲獎             | 《Juvenile A》           |                          |                                    |      |
| 2020 | 年度專輯獎               | 《Juvenile A》           | 《Juvenile A》           | 提名                               |      |
| 2020 | 最佳國語專輯獎           | 《Juvenile A》           | 《Juvenile A》           | 提名                               |      |
| 2020 | 最佳專輯製作人獎         | 《Juvenile A》           | 《Juvenile A》           | 獲獎                               |      |
| 2020 | 最佳作詞人獎             | 《Juvenile A》           | 〈成為一個厲害的普通人〉 | 提名                               |      |
| 2020 | 最佳音樂錄影帶獎         | 《Juvenile A》           | 〈恐怖谷〉               | 提名                               |      |
| 2023 | Hit FM聯播網             | 《調教》                 | 年度十大專輯             | 《調教》                           | 獲獎 |
| 2023 | 第34屆金曲獎             | 《調教》                 | 最佳裝幀設計獎           | 畢展熒《調教》                     | 獲獎 |
| 2023 | 第34屆金曲獎             | 《調教》                 | 最佳編曲人獎             | 蔡德才〈捆縛〉                     | 提名 |
| 2023 | 第1屆浪潮音樂大賞        | 《調教》                 | 最佳音樂錄影帶           | 談宗藩〈他說〉                     | 提名 |
| 2023 | 第1屆浪潮音樂大賞        | 《調教》                 | 最佳錄音工程專輯         | 《調教》                           | 提名 |

### 影視獎項
| 年份 | 屆次           | 電影         | 獎項             | 入圍         | 結果 |
| ---- | -------------- | ------------ | ---------------- | ------------ | ---- |
| 2010 | 第47屆金馬獎   | 《艋舺》     | 最佳原創電影音樂 | 《艋舺》     | 提名 |
| 2010 | 第54屆亞太影展 | 《艋舺》     | 最佳電影音樂     | 《艋舺》     | 獲獎 |
| 2019 | 第56屆金馬獎   | 《灼人秘密》 | 最佳原創電影歌曲 | 〈灼人秘密〉 | 提名 |
| 2023 | 第58屆金鐘獎   | 《我願意》   | 戲劇配樂獎       | 《我願意》   | 提名 |

## 爭議
2001年1月5日深夜，陳珊妮與林暐哲在台北誠品敦南店舉行了一場《十大爛歌手》座談會，共同選出蔡依林、鈴木亞美、小甜甜布蘭妮、張洪量、ASOS、MC HotDog、蘇永康、黎明柔、高山峰、黃主文十位歌手；陳珊妮並提出個人的遺珠之憾為B.A.D。

## 外部連結
- 官方网站
- 陳珊妮的臉書專頁 （页面存档备份，存于）
- 陳珊妮的Plurk專頁
- 陳珊妮的新浪微博
- 陳珊妮的Instagram
- 陳珊妮的網易雲音樂主頁 （页面存档备份，存于）